# David Dastmalchian
David Dastmalchian, född 21 juli 1975 i Allentown i Pennsylvania (uppvuxen i Overland Park i Kansas), är en amerikansk skådespelare. Han har medverkat i flera produktioner med superhjältetema, bland annat i rollen som Thomas Schiff i filmen The Dark Knight, Abra Kadabra i The CW-serien The Flash och Polka-Dot Man i filmen The Suicide Squad. År 2016 medverkade han i den svenska långfilmen Under pyramiden, där han spelade rollen som Yonas Al Masri.
Dastmalchian spelade under sommaren 2023 en av huvudrollerna i skräckfilmen The Boogeyman. Filmen är baserad på Stephen Kings korta novell med samma namn, som på svenska heter Monstret i garderoben.

## Filmografi (i urval)

### Filmer
- 2008 – The Dark Knight
- 2009 – Horsemen of the Apocalypse
- 2013 – Prisoners
- 2014 – Angry Video Game Nerd: The Movie
- 2015 – Chronic
- 2015 – Ant-Man
- 2016 – Under pyramiden
- 2017 – The Belko Experiment
- 2017 – Blade Runner 2049
- 2018 – Ant-Man and the Wasp
- 2018 – Bird Box
- 2019 – Jay and Silent Bob Reboot
- 2021 – The Suicide Squad
- 2021 – Dune
- 2022 – Weird: The Al Yankovic Story
- 2022 – Ant-Man and the Wasp: Quantumania
- 2023 – Boston Strangler
- 2023 – The Boogeyman
- 2023 – Oppenheimer
- 2023 – The Last Voyage of the Demeter
- 2024 – Afraid
- 2024 – The Life of Chuck

### TV-serier
- 2008 – Cityakuten (TV-serie)
- 2012 – The League (TV-serie)
- 2013 – Ray Donovan (TV-serie)
- 2014 – CSI: Crime Scene Investigation (TV-serie)
- 2014 – Almost Human (TV-serie)
- 2015 – CSI: Cyber (TV-serie)
- 2016 – 12 Monkeys (TV-serie)
- 2016–2021 – MacGyver (TV-serie)
- 2017 – Gotham (TV-serie)
- 2017 – The Flash (TV-serie) (även 2021)
- 2017 – Twin Peaks (TV-serie) (säsong 3)
- 2017 – Svengoolie (TV-serie)
- 2019 – Reprisal (TV-serie)
- 2021 – What If...? (TV-serie) (röstroll)
- 2025 – Murderbot (TV-serie)